# Juryj Kasabucki
Mons. Juryj Kasabucki (* 15. února 1970 Maladzječna) je běloruský římskokatolický kněz a pomocný biskup Minsku-Mohylevy.

## Život
Narodil se 15. února 1970 Maladzječně. Před základní vojenskou službou studoval na Běloruském Institutu národního hospodářství. Poté vstoupil do Vyššího semináře v Grodnu a na kněze byl vysvěcen 7. prosince 1996. Poté začal působit jako kněz farnosti Nanebevzetí Panny Marie a svatého Stanislava v Mohylevi, a ve farnosti Povýšení svatého Kříže ve Viliejce.
V letech 1999-2001 studoval na Katolické univerzitě v Lublinu, kde získal licenciát z fundamentální teologie. Stal se prefektem semináře v Pinsku, kde později začal učit. Roku 2004 řídil sekretariát Běloruské biskupské konference a roku 2005 se stal kancléřem arcidiecézní kurie arcidiecéze Minsk-Mohylev. Roku 2006 se stal farním administrátorem farnosti Nejsvětější Trojice a svatého Rocha v Minsku.
Dne 29. listopadu 2013 jej papež František ustanovil pomocným biskupem Minsku-Mohylevy a titulárním biskupem ze Sciliumu. Biskupské svěcení přijal 25. ledna 2014 z rukou arcibiskupa Tadeusze Kondrusiewicze a spolusvětiteli byli biskup Aleksander Kaszkiewicz a biskup Antoni Dziemianko.
Kromě toho že mluví bělorusky ovládá ruštinu, polštinu a angličtinu.